# LEGO Exo-Force
La LEGO Exo-Force (traducido como "Exo-Fuerza") es una de las series de juguetes más populares de la compañía LEGO, su historia se centra solo en la lucha entre robots y humanos, todos en máquinas de batalla.

## Características
Los productos son máquinas de batalla con distintos artefactos y habilidades: armas de largo y corto alcance, accesorios de vuelo, luces (Solo en productos como el Stealth Hunter o el Grand Titan) y piezas en ocasiones únicas; según la historia las máquinas de batalla son diseñadas de acuerdo a las habilidades del piloto: el Gran Titán (Grand Titan) tiene alto blindaje por ser solo terrestre mientras que el Guardián del Aire es más rápido por poder volar.
Dos de las características propias de las minifiguras humanas "Exo-Force" son el cabello de los personajes, de estilo manga y el tener dos rostros (Uno es en estado pasivo y el segundo es estado enojado), si un rostro se encuentra visible el contrario está escondido bajo el cabello, y viceversa.

### Pieza Luminosa
Los núcleos de poder fueron puestos en libertad sólo en 2006 y se encendía una cierta parte de un robot, cuando se presionaba el botón. En algunos de los conjuntos, un cable de fibra óptica, que también se iluminó. Esto se utilizó para "encender" (que es también la frase Exo-Force de captura) de la Máquina de Batalla. En las máquinas de batalla estándar 2006 (7700 7701 7702 7703, 7712, 7709 ) una "chimenea" también fue expulsado en el programa que el núcleo de poder cuando se presiona. Todos los juegos incluyen un núcleo de energía, aparte de 7708 y 7711. 

### Exo-Codes
Los Exo-códigos fueron puestos en libertad por primera vez en 2007. En esencia, sustituiendo los Núcleos de energía 2006. Ellos fueron capaces de ser escritos en LEGO.com, abriendo información sobre los decorados y nuevas descargas, dependiendo de la Máquina de Batalla. No todos los códigos de una máquina de batalla eran únicos. 
El 2007 los Exo-códigoss se imprimieron en un Pequeño ladrillo, los que vinieron con todos los sets de 2007. Una vez que se introdujeron en el ordenador de la Ciudad Dorada se abrió algo por el equipo de Exo-Force, en función del código. Había uno en todos los conjuntos de 2007. El equipo se incluyó en 8107 lucha por la Torre del Oro. Todos los códigos de 2007 había 8 caracteres y también todos los códigoss comenzaban con "XF". 
A diferencia de los Exo-Códigos del 2007, el 2008 fueron las pegatinas. También fueron no tan portátil, su puesta en forma de ladrillos diferentes para muchos de los modelos. Ellos se encontraban en la cabina del piloto, aunque no siempre, como en 8114 Chameleon Hunter. Los códigos de Exo-2008 había sólo siete caracteres.

### 2007
En 2007, LEGO cambió la historia diciendo que la derrota de los robots había hecho que el líder de los humanos enviara a 3 de los 4 mejores pilotos (Hikaru, Takeshi y Ryo) a buscar la antigua Ciudad Dorada, que se encuentra en la cima de la parte de la montaña humana, por desgracia, los robots sabían eso y enviaron máquinas nuevas de batalla contra los humanos.
En esta nueva serie, se ven muchos cambios: primero que las 6 máquinas de batalla tienen códigos que se pueden ingresar en la página oficial de "Exo-Force" para ganar puntos y recibir bonificaciones (Previo registro gratuito en el Club Lego en línea), segundo aparece una nueva piloto: Hitomi (pero nadie sabe que ella es la nieta del sensei Keiken), otro aspecto importante es que ninguna máquina de batalla tiene las luces del 2006.

## Historia
La historia en el año 2006 se centró en torno a la Fortaleza Sentai y los robots que la atacaban. A finales de 2006, sin embargo, Takeshi, Hikaru, y Ryo se enviaron para encontrar el legendarios Ciudad Dorada. A finales de 2007, Sensei Keiken fue capturado por los robots. Los cuatro héroes son enviados a buscarlo, dejando a Hitomi a cargo. La historia ha continuado en 2010, y está siendo mantenido con vida por los fanes. La mayoría de notable y son las historias sobre el Fan Fics. En los formularios de mensajes de LEGO, un Gobierno Exo-Force se ha formado en el lugar de los mods, que parecen haber desaparecido.

## Sets

### 2006
- 5965 Exosuit
- 5966 Glider
- 5967 Takeshi Walker
- 7700 Stealth Hunter
- 7701 Grand Titan
- 7702 Thunder Fury
- 7703 Fire Vulture
- 7704 Sonic Phantom
- 7705 Gate Assault
- 7706 Mobile Defense Tank
- 7707 Striking Venom
- 7708 Uplink
- 7709 Sentai Fortress
- 7711 Sentry
- 7712 Supernova
- 7713 Bridge Walker and White Lightning

### 2007
- 3870 Exo-Force Polybag
- 3871 Exo-Force Polybag
- 3885 Mini Jet Fighter
- 3886 Green Exo Fighter
- 7714 Golden Guardian
- 7721 Combat Crawler X2
- 8100 Cyclone Defender
- 8101 Claw Crusher
- 8102 Blade Titan
- 8103 Sky Guardian
- 8104 Shadow Crawler
- 8105 Iron Condor
- 8106 Aero Booster
- 8107 Fight for the Golden Tower
- 8108 Mobile Devastator

### 2008
- 8111 River Dragon
- 8112 Battle Arachnoid
- 8113 Assault Tiger
- 8114 Chameleon Hunter
- 8115 Dark Panther
- 8117 Storm Lasher
- 8118 Hybrid Rescue Tank